# Moorish Science Temple of America
Le Moorish Science Temple of America (Temple américain des sciences maures), ou Moorish Holy Temple of Science est une organisation religieuse et suprémaciste noire fondée en 1913 à Newark dans le New Jersey, et se réclamant musulmane et d'origine marocaine. 
Son principe fondamental est que les Marocains sont les premiers à avoir découvert l’Amérique et à la peupler. L'organisation compte plusieurs milliers d'adeptes et plus de 60 structures. Il énonce que l’Amérique serait une propriété du royaume marocain. Les adeptes se considèrent comme étant les premiers habitants et ne reconnaissent pas l'autorité américaine. Les adeptes se qualifient de descendants marocains nés en Amérique. 
Le créateur et prophète autoproclamé du groupe est Noble Drew Ali, né Timothy Drew (1886-1929). Originaire de Caroline du Nord, il a rencontré Moulay Youssef en 1926 et a prêté allégeance au sultan du Maroc. Après la mort du gourou, le Temple a éclaté en plusieurs groupes se réclamant de son héritage, qui existent toujours aujourd'hui.

## Doctrines

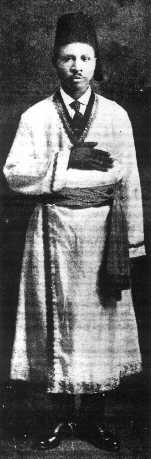
Noble Drew Ali.

Le groupe avait sa propre version du Coran, censée avoir été perdue par les autres musulmans, et étant sa forme véritable. Le nom donné à ce livre est Holy Koran of the Moorish Science Temple of America, parfois abrégé en Circle Seven Koran.
Ali enseignait que les Maures étaient « asiatiques », et qu'il existait seulement deux peuples sur la planète, les Européens et les Asiatiques. Les peuples de l'Asie, de l'Afrique, et du Pacifique, mais aussi les Latino-Américains, et le peuple autochtone des Amériques étaient tous considérés comme « asiatiques » dans des enseignements du Temple. Pour celui-ci, les Européens représentaient « l'individu inférieur » (Satan), chassés de La Mecque par les musulmans asiatiques. En pratique, la nouvelle religion exaltait le nationalisme noir et s'adressait surtout aux Afro-Américains. Marcus Garvey, un des créateurs du nationalisme noir, était particulièrement respecté.
Les membres du temple ont porté des fez, (y compris Drew Ali, qui arborait une plume cherokee dans le sien) et ont souvent ajouté les suffixes « Bey » ou « El » à leurs noms, pour affirmer leur supposé héritage maure. L'utilisation de titres initiatiques comme diacre ou exilarque était également fréquente.
L'islam orthodoxe n'a jamais accepté de reconnaître le Moorish Science Temple of America comme musulman.

## Disparition de son prophète
Le Temple a souffert de la surveillance minutieuse, et probablement même du harcèlement par la police de Chicago, ville où sa direction s'était installée. Un de ses membres, Claude Green El, quitta l'organisation, se déclarant grand cheikh, emmenant avec lui un certain nombre des membres, avant d'être poignardé par des inconnus. Soupçonné du meurtre, Drew fut arrêté et peut-être battu par la police, puis libéré sous surveillance en attendant un acte d'accusation. Il est mort peu après, en 1929 et on a spéculé sur l'implication des mauvais traitements reçus des mains de la police. Les circonstances exactes de son décès restent inconnues. Son implication dans le meurtre de Claude Green El ne fut jamais prouvée.

## Postérité
Après la mort de Drew, le groupe éclata en trois factions rivales, dont certaines existent toujours aujourd'hui. C. Kirkman-Bey, son confident, est devenu le dirigeant du groupe le plus important, lequel porte toujours le nom de « Moorish Science Temple of America, inc. », dont il est la continuation légale.
Une scission a formé le Reincarnated Temples (Temples réincarnés), menés par l'ancien chauffeur de Drew, J. Givens El, qui s'est ensuite appelé « Noble Drew Ali, Reincarnated » (Noble Drew Ali réincarné). Givens El, et les frères Richardson Dingle El et Timothy Dingle El qui lui ont succédé, enseignent que l'esprit prophétique de Noble Drew Ali est resté intacte et passe de l'un à l'autre à la mort du prédécesseur. Des « Reincarnated Temples » procède le « Noble Order of Moorish Sufis », fondé à Baltimore en 1957 par l'ancien grand mufti Rafi Sharif Bey. Ce groupe donnera plus tard naissance à the Moorish Orthodox Church (l'Église orthodoxe maure) et the Moorish League (la Ligue maure).
Enfin, un troisième rameau, sans doute le moins important à ce jour, fut fondé par un autre proche de Drew, E. Mealy El.
Les groupes issus du Moorish Science Temple of America sont toujours actifs, et connaissent un certain succès, en particulier dans les prisons, où ils développent un fort prosélytisme. La concurrence et la visibilité médiatique des autres groupes de musulmans noirs américains ou de Nation of Islam limitent cependant leurs capacités de développement. Un certain nombre se réclament du mouvement des citoyens souverains, notamment la Nation Washitaw, qui se présente comme des descendants d'Amérindiens.

## Influences
De nombreuses ressemblances existaient entre le Temple et Nation of Islam. La NoI, devenue au début du XXIe siècle une organisation assez puissante, fut ainsi créée un an après la mort de Drew, à Détroit, pas très loin de Chicago, ancien centre du Temple. La NoI reprenait un discours de solidarité entre les peuples non blancs, et désignait ces derniers comme étant de nature satanique. L'islamisation totale ou partielle des noms des adhérents ressemble en partie à la modification des noms des membres du Temple.
Il est souvent avancé, sans preuve définitive, que Wallace Fard Muhammad, fondateur de Nation of Islam, avait été membre ou proche du Moorish Science Temple of America.